# Port Murray
Port Murray es un lugar designado por el censo ubicado en el condado de Warren en el estado estadounidense de Nueva Jersey. En el año 2010 tenía una población de 129 habitantes y una densidad poblacional de ¿? personas por km².

## Geografía
Port Murray se encuentra ubicado en las coordenadas 40°47′08″N 74°54′58″O / 40.78556, -74.91611.